# Liber linteus

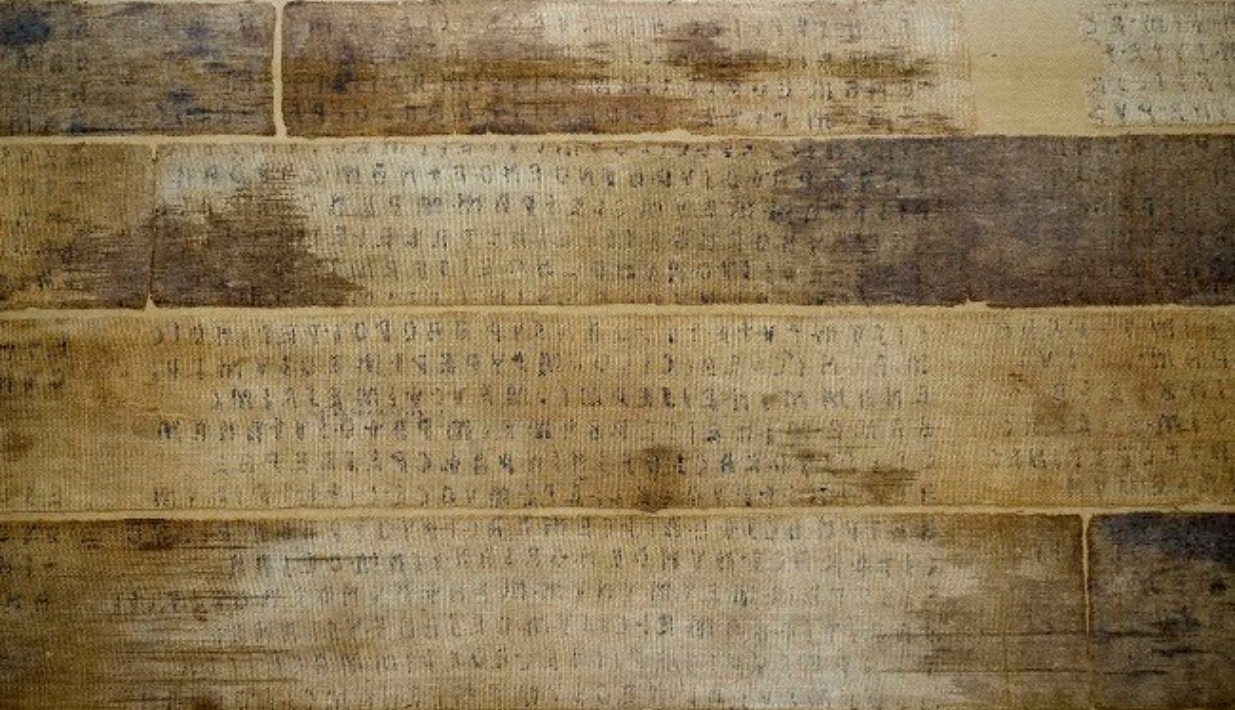
Il Liber linteus

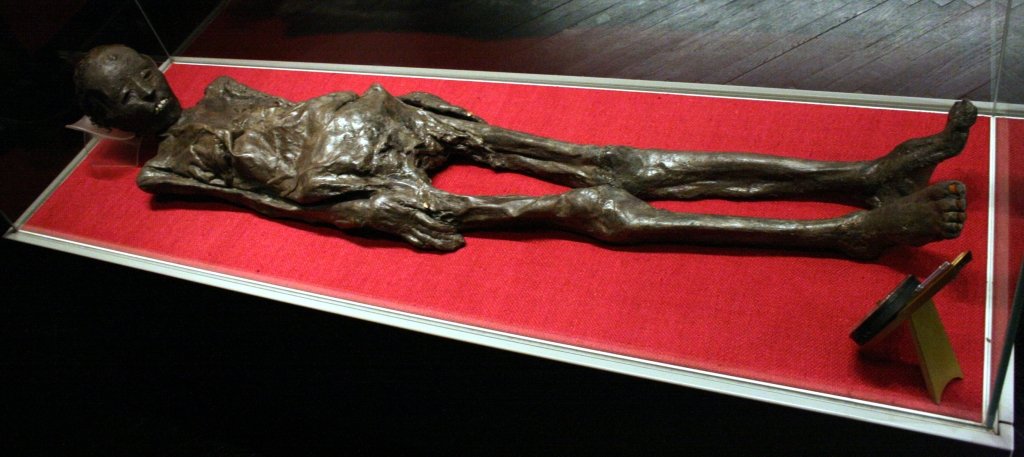
La mummia presso il Museo archeologico di Zagabria

Il Liber linteus Zagrabiensis (Latino: Libro in lino di Zagabria; abbr.: LLZ), più comunemente conosciuto come Mummia di Zagabria e più raramente chiamato Liber Agramensis, è il più lungo testo in lingua etrusca ritrovato (con circa 1 200 parole). Si tratta inoltre dell'unico libro in lino ancora esistente ed è considerato anche il più antico libro d'Europa.
È custodito presso il Museo archeologico di Zagabria.

## Storia
Si tratta di un drappo di lino suddiviso in dodici riquadri rettangolari, che era stato utilizzato per bendare la mummia di una donna del periodo Tolemaico, ritrovata in Egitto a metà del XIX secolo. È detta "di Zagabria" (nel cui museo archeologico è ancora conservata) perché fu riportata dall'Egitto come cimelio dal croato Mihajlo Barić, impiegato della cancelleria del Regno Apostolico di Ungheria e Croazia a Vienna. Il testo, che reca un calendario rituale, fu riconosciuto e studiato solo alla fine del secolo.
Tra il 1848 e il 1849 Mihajlo Barić acquistò una mummia di una giovane donna ancora avvolta nelle sue bende, che apparivano coperte da misteriose scritte. Nel 1862 la mummia e le bende furono donate al museo nazionale di Zagabria da Ilija Barić, fratello di Mihail nel frattempo defunto. Quasi trent'anni dopo le bende furono inviate a Vienna per essere studiate dell'egittologo Jacob Krall, che tuttavia si rese conto che la lingua era l'Etrusco. Krall ricostruì la forma che il libro doveva avere prima di essere tagliato per creare le bende. In origine il libro era costituito da un telo lungo circa 340 cm ed alto circa 40 cm; il libro, scritto nel senso della lunghezza da destra verso sinistra, era distribuito su dodici colonne larghe circa 24 cm; le varie colonne erano demarcate da linee rosse. Probabilmente in origine il libro era piegato a fisarmonica.
La mummia e il libro sono ora conservati in una sala refrigerata del museo archeologico di Zagabria, in Croazia.
Secondo lo studioso Van der Meer sarebbe stato scritto da una confraternita sacerdotale aruspicina dell'antica Ena, oggi San Quirico d'Orcia. Pur non completamente decifrabile, il testo sembra essere un calendario rituale.

## Testo

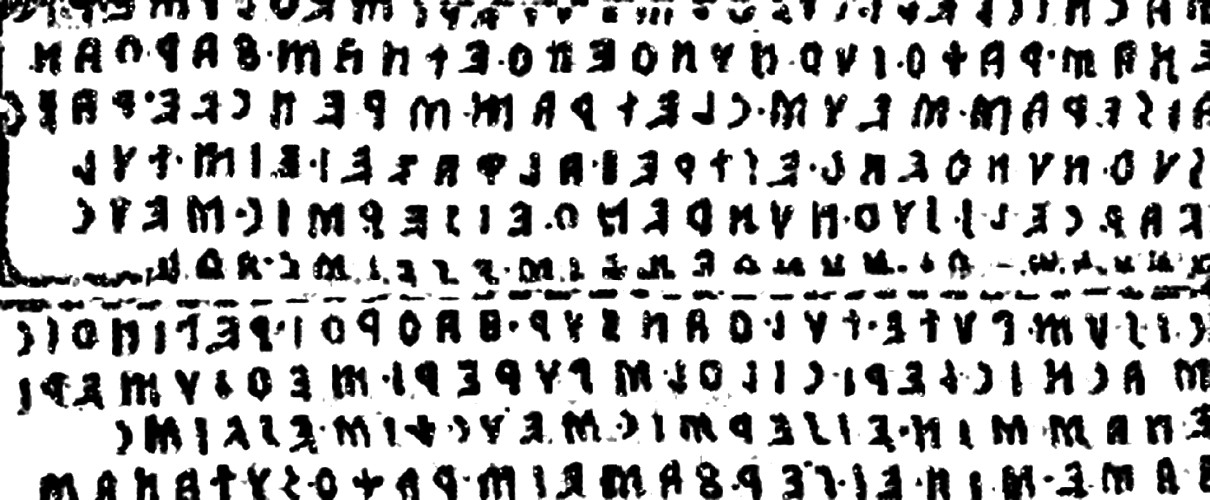
Esempio del testo del Liber linteus

Su basi paleografiche, il manoscritto è datato al 250 a.C. circa (sebbene la datazione al carbonio collochi la produzione del tessuto di lino nel 390 a.C. +/- 45 anni). Alcune divinità locali menzionate nel testo permettono di restringere il luogo di produzione del Liber Linteus a una piccola area nel sud-est della Toscana, vicino al Lago Trasimeno, dove si trovavano quattro importanti città etrusche: le attuali Arezzo, Perugia, Chiusi e Cortona.

### Struttura
Il libro è disposto in dodici colonne da destra a sinistra, ognuna delle quali rappresenta una "pagina". Gran parte delle prime tre colonne è mancante e non si sa dove inizi il libro. Verso la fine del libro il testo è quasi completo (manca una striscia che corre per tutta la lunghezza del libro). Alla fine dell'ultima pagina la tela è vuota e la cimosa è intatta, mostrando la fine definitiva del libro.
Ci sono 230 righe di testo, con 1330 parole leggibili, ma solo circa 500 parole o radici distinte. Si ritiene che solo il 60% circa del testo si sia conservato. È stato utilizzato inchiostro nero per il testo principale e inchiostro rosso per le linee e i diacritici.
In uso, sarebbe stato piegato in modo da sovrapporre una pagina all'altra come un codice, anziché essere avvolto come un rotolo. Si dice che Giulio Cesare abbia piegato i rotoli in modo simile a fisarmonica durante le sue campagne militari.

### Contenuto
Sebbene la lingua etrusca non sia del tutto comprensibile, è possibile decifrare molte parole e frasi, sufficienti a darci un'indicazione dell'argomento trattato. Nel testo si trovano sia date che nomi di divinità, dando l'impressione che il libro sia un calendario religioso. Nel mondo romano sono noti calendari di questo tipo, che riportano non solo le date delle cerimonie e delle processioni, ma anche i rituali e le liturgie previste, la disciplina etrusca perduta a cui fanno riferimento diversi antiquari romani.
L'ipotesi che si tratti di un testo religioso è rafforzata da parole e frasi ricorrenti che si suppone abbiano un significato liturgico o dedicatorio. Alcune formule degne di nota sul Liber Linteus includono una ripetizione simile a un inno di ceia hia nella colonna 7, e variazioni della frase śacnicstreś cilθś śpureśtreśc enaś, che viene tradotta da van der Meer come "dalla sacra fraternità/prete di cilθ, e dalla civitas di enaś".
Sebbene molti dettagli specifici dei rituali non siano chiari, sembra che siano stati eseguiti al di fuori delle città, a volte vicino a specifici fiumi, a volte su (o almeno per) cime di colline/cittadelle, a volte apparentemente in cimiteri. Sulla base delle due date inequivocabili sopravvissute - il 18 giugno in 6.14 e il 24 settembre in 8.2 - si suppone che le colonne da 1 a 5 trattino dei rituali che si svolgevano nei mesi precedenti a giugno (probabilmente a partire da marzo, e forse anche qui c'era del materiale introduttivo o di altro tipo), la colonna 7 potrebbe riferirsi ai rituali di luglio e forse di agosto, e le 9-12 ai riti da eseguire da ottobre a febbraio. Vengono citati altri numeri che probabilmente sono anche date, ma poiché i mesi non sono indicati, non possiamo essere sicuri di dove cadano esattamente nell'anno.

### Divinità menzionate
In questo calendario c'è anche una progressione abbastanza chiara di quali tipi di divinità devono essere propiziate in quali mesi e stagioni. Solo due divinità sono precedute dal termine farthan fleres, probabilmente "il Genio (o Padre?) dello spirito di/in..."; si tratta di Crap- e Nethuns, il primo probabilmente equivalente a Tinia, il secondo approssimativamente equivalente al Nettuno latino. È da notare che Crap-/Giove è menzionato nella prima metà del testo (nelle colonne 3, 4 e 6), cioè fino a giugno (in particolare prima del solstizio d'estate del 21 giugno), ma non è mai menzionato in seguito nel calendario (per quanto possiamo vedere nel testo leggibile). D'altra parte, Nethuns/Nettuno non compare (di nuovo, per quanto possiamo vedere) in questi passaggi/mesi/stagioni precedenti, ma solo dopo l'equinozio di primavera del 21 settembre (in particolare subito dopo il 24 settembre, menzionato in 8.3, poi anche 8.11, 9.18 e 9.22). Allo stesso modo, da un lato, altre divinità della luce, come Thesan "l'alba" e Lusa, sono menzionate solo nella parte iniziale del calendario: Thesan a 5. 19-20 Thesan tini Thesan eiseraś śeuś probabilmente "Alba di Giove (luminoso) (e) Alba delle divinità oscure", (probabilmente riferendosi a Venere come stella del mattino e della sera) e Lusa a 6,9; mentre, d'altra parte, vari termini che si pensa o si sa che si riferiscono a divinità specificamente infere compaiono esclusivamente più avanti nel calendario: Satrs "Saturno/Crono" (11,f4), Cath- (nelle colonne 10 e 12), Ceu- (a 7,8), Veltha (7, 10 e 11) e Veive-/Vetis = Veiovis/Vedius latino, (descritto da van der Meer come un "Giove sotterraneo", il Veiove latino) in 10 e 11. Ma alcune delle apparenti divinità infere, come Zer, compaiono in entrambe le metà (4, 5, 9), mentre Lur, anch'essa ritenuta ctonia, appare solo nelle colonne 5 e 6. van der Meer sostiene che molte delle posizioni nell'anno dei rituali di queste divinità corrispondono alle posizioni delle stesse divinità sul Fegato di Piacenza e in altre fonti etrusche che alludono al modo in cui dividevano i cieli o il regno divino. D'altra parte, Belfiore considera Crap una divinità degli inferi.

### Rituali e sacerdozi
Nel testo sono descritti diversi tipi di rituali (il cui termine generale sembra essere eis-na/ ais-na, letteralmente "per gli dèi, atto (divino)"). I più frequentemente citati includono vacl, probabilmente "libagione", di solito di vinum "vino" (a volte specificamente "vino nuovo") ma anche di olio, ossia faś, ed altri liquidi la cui identità non è chiara; nunthen "invocare" o forse "offrire (con un'invocazione)"; thez- probabilmente "sacrificio" ma forse "presentare" sacrifici o offerte (fler(chva)) spesso di zusle(va) "maialino(i)" (o forse qualche altro animale). Le offerte e i sacrifici venivano collocati su un indefinito hampheś leiveś destro e/o sinistro oppure sul fuoco rachth; su una pietra (altare?) lutht(i); sul terreno cel-i; o con/su un lettino decorato (?) cletram śrenchve. Venivano spesso eseguiti tre volte ci-s-um/ci-z e spesso avvenivano o si concludevano durante la mattinata cla Thesan (un termine che sembra segnare la fine dei rituali in questo testo, dato che le righe vuote lo seguono, seguite da una nuova data (parziale o completa)). La colonna 7 (luglio e/o agosto?) potrebbe essere dedicata alla descrizione di una serie di riti funebri legati alla festa dell'Adonia, in cui si piangeva ritualmente la morte dell'amante di Afrodite, Adone. 
Vengono menzionati diversi tipi di sacerdote cepen (ma in particolare non le autorità civili), ma le distinzioni esatte tra loro non sono del tutto chiare: tutin "del villaggio"(?); ceren, Thaurch entrambi "della tomba"; cilch-l/cva "della/e cittadella/e / della/e cima/e". Meno chiari sono i tipi di sacerdote indicati dai seguenti (se si riferiscono a sacerdoti): zec, zac, sve, the, cluctra, flanach, churu ("arco"?), snuiuph ("permanente"?), cnticn- (ad hoc?), truthur ("interprete del presagio del fulmine"?), pethereni ("del dio Pethan"?), saucsath ("sacerdote" o "area sacra del dio Saucne") a 3,15. Se l'ultima equazione è corretta, potrebbe indicare un collegamento tra il Liber Linteus e il secondo testo etrusco più lungo, che si dà il caso sia anche un calendario rituale, la Tabula Capuana (riga 2), dal momento che la radice sauc- sembra comparire in entrambi i testi in una parte che probabilmente corrisponde al mese di marzo (anche se questo mese non è nominato direttamente in alcun modo evidente in nessuno dei due testi).